# 중화제국
중화제국(중국어 간체자: 中华帝国, 정체자: 中華帝國)은 중화민국의 위안스카이(袁世凱)가 1915년에 황제라 자처하여 '홍헌제(洪憲帝)'라고 칭한 후에 1916년까지 짧은 기간 존재했던 국가이다. 위안스카이는 공화정(共和政)을 폐지하고 제정(帝政)으로 복고(復古)하려고 하였으나, 실각하면서 무산되었고 중화제국의 구상도 사라졌다.

## 같이 보기
- 21개조 요구
- 호국전쟁
- 위안스카이
- 북양 군벌
- 북양 정부
- 장훈복벽
- 왕정복고

## 역대 황제
| 대수 | 초상 | 제호            | 휘                  | 재위            |
| ---- | ---- | --------------- | ------------------- | --------------- |
| 1    |      | 홍헌제 (洪憲帝) | 위안스카이 (袁世凱) | 1915년 ~ 1916년 |